# Dalriada (zespół muzyczny)
Dalriada – węgierski zespół folk-metalowy z Sopronu, utworzony w 1998 roku, jednak jego działalność na szerszą skalę rozpoczęła się w 2003 roku.

## Nazwa
Nazwa zespołu pochodzi od starowęgierskiego słowa oznaczającego pieśń bitewną.

## Historia
W grudniu 2003, po serii lokalnych koncertów, zespół wydał swoje demo A Walesi Bárdok. Płyta zawierała trzy utwory, których tekstem był wiersz węgierskiego poety Jánosa Aranya A Walesi Bárdok (węg. walijscy bardowie).
W 2004 utwory z dema pojawiały się w lokalnych rockowych audycjach radiowych. W listopadzie tego roku do sklepów trafił debiutancki pełnowymiarowy materiał - płyta Fergeteg (węg. zawierucha, burza). Następny rok zespół spędził koncertując i przygotowując materiał na kolejną płytę. Ukazała się ona w lutym 2006, pod tytułem Jégbontó (węg. łamiący lód). Do piosenki Téli ének z tej płyty powstał również teledysk.
W marcu 2007 ukazała się trzecia płyta - Kikelet (węg. wiosna), która została wybrana przez czytelników magazynu HammerWorld węgierską płytą roku. Zespół koncertował już w całym kraju, występując również na dużych festiwalach.
14 kwietnia 2008 zespół wystąpił w Budapeszcie na festiwalu Paganfest u boku takich sław światowego folk-metalu jak Korpiklaani, Ensiferum, Moonsorrow, Eluveitie i Týr, gdzie nakręcił teledysk do nowego utworu Hazatérés. Tego samego dnia ukazał się również czwarty album zespołu - Szelek (węg. wiatry), który w pierwszym tygodniu był na drugim miejscu listy najlepiej sprzedających się płyt na Węgrzech. W lecie zespół ponownie wystąpił na największych węgierskich festiwalach, a we wrześniu ruszył wraz z zespołami Nightquest i Tűzmadár w trasę koncertową "Szelek Szárnyán" po Węgrzech. We wrześniu z powodów zawodowych z zespołu odszedł basista György Varga, a na jego miejsce został wybrany István Molnár. Na początku 2009 z zespołu z powodu osobistych konfliktów odszedł klawiszowiec András Kurz. W lutym zastąpił go Barnabás Ungár. Czytelnicy HammerWorld wybrali Dalriadę jednym z dziesięciu najlepszych węgierskich zespołów w 2008.
28 września 2009 ukazał się piąty album grupy - Arany-album zawierający utwory napisane do słów wierszy Jánosa Aranya, nagrane wraz z grającym muzykę ludową zespołem Fajkusz Band. Pod koniec 2009 i na początku 2010 zespół grał koncerty na terenie całych Węgier oraz w kilku miastach Słowacji w ramach trasy "Őszi-Téli Vigadalom", niektóre również z udziałem muzyków Fajkusz Bandu.
W 2011 roku ukazał się album Ígéret (węg. obietnica) wydany przez niemieckie wydawnictwo AFM Records. Na tej płycie znalazł się najbardziej znany utwór zespołu Hajdútánc (węg. taniec hajducki).
W 2012 roku Dalriada wydała kolejny album Napisten Hava (węg. miesiąc boga słońca). Na jesieni 2012 zespół odbył trasę po Europie razem z rosyjską grupą Arkona i irlandzką Darkest Era, wtedy po raz pierwszy odwiedził także Polskę - koncerty odbyły się w Szczecinie i Wrocławiu. Będącą wtedy w ciąży wokalistkę Laurę Binder zastąpiła Anita Kún z zaprzyjaźnionego zespołu Ideas. Zespół występował w Polsce jeszcze kilkukrotnie m.in. w 2013 w Warszawie, Krakowie, Zabrzu, 16 sierpnia 2014 na II Słowiańskiej Nocy Folk-metalowej w Brennej, w 2015 w Krakowie i Warszawie.
W styczniu 2014 zespół świętował dziesięciolecie działalności (liczone od wydania demo) - z tej okazji odbył się specjalny trzyczęściowy koncert w Budapeszcie. Podczas tego koncertu z zespołem pożegnał się klawiszowiec Barnabás Ungár. Latem tego samego roku zastąpił go Gergely Szabó znany także jako Szög.
We wrześniu 2015 ukazał się ósmy album Dalriady Áldás (węg. błogosławieństwo). Wcześniej wydana została także składanka z okazji dziesięciolecia grupy Mesék, álmok, regék (węg. Baśnie, sny, legendy), zawierający najbardziej znane utwory z dotychczasowych wydawnictw grupy w zremasterowanych wersjach oraz jeden utwór w wersji akustycznej.

### Obecny skład zespołu
- Laura Binder - śpiew, skrzypce
- András Ficzek - śpiew, gitara
- Mátyás Németh Szabó - gitara
- István Molnár - gitara basowa
- Gergely "Szög" Szabó - instrumenty klawiszowe
- Tadeusz Rieckmann - perkusja

## Dyskografia
- A Walesi Bárdok (2003)(demo)
- Fergeteg (2004)
- Jégbontó (2006)
- Kikelet (2007)
- Szelek (2008)
- Arany-album (2009)
- Ígéret (2011)
- Napisten Hava (2012)
- Áldás (2015)
- Forrás (2016)
- Nyárutó (2018)
- Őszelő (2021)